# Д’Эсте, Альда
А́льда д’Эсте́ (итал. Alda d'Este; 18 июля 1333, Феррара, маркграфство Феррара — 26 сентября 1381, Мантуя, Священная Римская империя) — итальянская аристократка из дома д’Эсте, дочь Обиццо III, маркграфа Феррары, супруга Лудовико II, сеньора Мантуи из дома Гонзага.

## Биография
Альда д’Эсте родилась в Ферраре 18 июля 1333 года. Она была дочерью Обиццо III из дома д’Эсте, маркграфа Феррары с 1326 года, и его любовницы Липпы Ариости, на которой он впоследствии женился и узаконил всех их незаконнорождённых детей. По линии отца приходилась внучкой Альдобрандино II, маркграфу Феррары и Альде Рангони, по линии матери — Джакомо Ариости, нобилю из Болоньи.
16 февраля 1356 года её выдали замуж за Лудовико II (1334 — 4.10.1382), с 22 сентября 1369 года третьего народного капитана и сеньора Мантуи из дома Гонзага. В этом браке родились двое детей:
- Елизавета Гонзага[итал.] (ум. 31.7.1432), в 1386 году сочеталась браком с Карло I (1368 — 14.9.1429), сеньора Римини из дома Малатеста;
- Франческо Гонзага (1366 — 7.3.1407), четвёртого народного капитана и сеньора Мантуи из дома Гонзага под именем Франческо I, в 1380 году женился на Аньезе Висконти (1363 — 7.2.1391), дочери Бернабо Висконти, сеньора Милана[2][3].

Альда д’Эсте умерла 29 сентября 1381 года. После её смерти, Лудовико II построил ей гробницу в церкви святого Франциска в Мантуе, которая была разрушена в 1802 году.